# Lóránt István
Lóránt István (eredeti neve: Reich István, névváltozat: Stefan Lorant) (Budapest, 1901. február 22. – Rochester, Minnesota, USA, 1997. november 14.) magyar-amerikai filmes, fotóriporter és író.

## Életpályája

### Korai munkái
Zsidó származású volt; Reich Izrael magánhivatalnok és Guttmann Hermina gyermekeként született. 1919-ben végzett a Keleti Kereskedelmi Akadémia tanulójaként. 1919-ben, miután Magyarországon elvégezte a középiskolát, Németországba költözött, ahol filmekkel és fotóriporteri munkával szerzett magának hírnevet. Első filmje, A Mozart élete megalapozta filmkészítői tevékenységét, majd Bécsben és Berlinben 14 filmet készített, amelyek közül néhányat ő írt, rendezett és fényképezett. Állítása szerint ő adta Marlene Dietrichnek az első filmpróbát, és bár visszautasította őt a szerepre, életre szóló barátok maradtak. Írói és fényképészi képességeinek köszönhetően a Münchner Illustrierte Presse, Németország egyik legjobb képújságjának szerkesztőségébe került.
Mivel ellenezte Adolf Hitlert, 1933. március 13-án, hat héttel Hitler hatalomra kerülése után bebörtönözték. 1933. szeptember 25-én szabadult, és – Párizson keresztül – Angliába utazott, ahol kiadta a Hitler foglya voltam című memoárját, amelyből sok példány fogyott. Szerkesztette a Weekly Illustrated-et (1934), egy népszerű brit képújságot, majd megalapította a Lilliput-ot (1937–1940), amelyet ügyes képi szembeállításai tettek híressé, mint például a Neville Chamberlain kontra láma című képben. 1938. október 1-jén Sir Edward G. Hulton kiadóval közösen alapította meg az első nagy brit képújságot, a Picture Post-ot (1938-1940). Ez idő alatt egy Picture Post Special-t adott ki az Egyesült Államokról.
Mivel nem sikerült megszereznie a brit állampolgárságot, 1940. júliusában az Egyesült Államokba, a Massachusetts állambeli Lenoxba költözött, ahol élete hátralévő részét töltötte. Tom Hopkinson követte őt a Picture Post szerkesztőjeként.

### Későbbi munkái
Az Amerikában eltöltött több mint 40 év alatt számos illusztrált könyvet szerkesztett és írt - köztük a The New World-öt, az első Amerikáról szóló képeket és Abraham Lincoln elnök képi életrajzát. Lincoln-életrajzának megírása közben bukkant rá egy 1865. április 25-i fényképre, amelyen Lincoln manhattani gyászmenete C. V. S. Roosevelt háza előtt halad el, és két fiatal fiút pillantott meg az egyik felső ablakban. Interjút készített Theodore Roosevelt özvegyével, Edith Carow Roosevelttel, aki megerősítette, hogy a két fiú Theodore és testvére, Elliott volt. Az asszony felidézte, hogy három éves korában ő is csatlakozott a két fiúhoz a nyitott ablakban. Amikor meglátta "a sok fekete drapériát", sírni kezdett. "Nem szerették, ha sírtam. Elvittek és bezártak egy hátsó szobába". Az anekdota az Egyesült Államok elnökeiről szóló, A dicsőséges teher című története részévé vált.
Kiadta a pennsylvaniai Pittsburgh történetét (több kiadásban, amelyhez a neves Life-fotós, W. Eugene Smith is hozzájárult); és Németország történetét Otto Bismarcktól Hitlerig!
Hosszú ideig a tehetséges és befolyásos emberek barátja volt, a második világháború előtt és alatt Sir Winston Churchillt támogatta, és a Kennedy család és Marilyn Monroe barátja volt. Tanácsokat adott a Life alapítójának, Henry Luce-nak a magazin 1936-os indulása idején, és számos vezető fotós munkáját szerkesztette, amikor Európában tartózkodott, köztük Felix Man, Kurt Hutton, Alfred Eisenstaedt és Robert Capa munkáit. Ő szerkesztette egy neves brit fotóriporter, Bert Hardy munkáit is a Picture Post számára, bár Hardy korai munkáit a magazinnak még a vásárláskor sem tulajdonították neki, nyilvánvalóan azért, mert az ügynökség, amelynek dolgozott, nem engedélyezte a szabadúszóként való munkát.
Kései életéről és munkásságáról bővebben Michael Hallet könyvében olvashatunk: Stefan Lorant: A fotóriporterek keresztapja.

## Magánélete
Hitler foglya voltam című könyvében leírja, hogyan találkozott és vette feleségül Niura Norskaját, egy egykor gazdag kijevi gyáros lányát. Fiuk, Andi hároméves volt, amikor kiszabadult. 1963-ban vette feleségül Laurie Jean Robertsont; 1978-ban elváltak. Két fiuk született: Mark, aki 19 évesen autóbalesetben meghalt, és Christopher.

## Filmjei

### Operatőrként
- Mozarts Leben, Lieben und Leiden (1921)
- Paganini (1923)
- Dunkle Gassen (1923)
- Larsac asszony leánya (1924)

### Forgatókönyvíróként
- Die Narrenkappe der Liebe (1921) (filmrendező is)
- Seine Majestät, das Kind (1923) (filmrendező és producer is)
- Namenlose Helden (1925)

## Díjai
- Az Év embere (1965)

## Fordítás
- Ez a szócikk részben vagy egészben  a   Stefan Lorant című angol Wikipédia-szócikk ezen változatának fordításán alapul.  Az eredeti cikk szerkesztőit annak laptörténete sorolja fel. Ez a jelzés csupán a megfogalmazás eredetét és a szerzői jogokat jelzi, nem szolgál a cikkben szereplő információk forrásmegjelöléseként.